# Canal+ Kids
 (mai 2023).
Canal+ Kids, initialement Canal+ Family, est une chaîne de télévision nationale payante française privée et thématique, créée le 20 octobre 2007, consacrée à la diffusion de programmes destinés à un public familial. La chaîne fait principalement partie du groupe Canal+ appartenant au groupe Vivendi, lui-même contrôlé par le groupe Bolloré. 

## Historique de la chaîne
Canal+ Family naît le 20 octobre 2007 pour compléter l'offre Canal+ Le Bouquet, lequel ne comprend antérieurement plus que trois chaînes, depuis la disparition de Canal+ Hi-Tech. La chaîne diffuse ses programmes en haute définition (HD) à partir du 12 octobre 2010.
En octobre 2010, Canal+ SA présente au CSA la candidature de Canal+ Family pour l'obtention d'une fréquence sur la TNT payante. Toutefois, cette candidature est rejetée le 14 décembre, au profit de la chaîne CFoot.
Le 30 juillet 2021, le Groupe Canal+ annonce l'arrêt de la diffusion de Canal+ Family à compter du 30 août 2021.  Canal+ Family cesse d'émettre en métropole le 30 août 2021 puis en outre-mer, le 9 septembre 2021 et cède dès lors sa place à la chaîne Canal+ Kids.

## Identité graphique
Le 1er septembre 2023, toutes les chaînes Canal+, dont la déclinaison « Kids », bénéficient d'une refonte de leur identité visuelle.

Logo de Canal+ Family du 20 octobre 2007 au 20 août 2009.
Logo de Canal+ Family HD du 12 octobre 2010 au 21 septembre 2013.
Logo de Canal+ Family HD du 21 septembre 2013 au 30 août 2021.
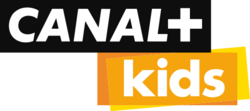
Logo de Canal+ Kids du 9 septembre 2021 au 1er septembre 2023.
Logo de Canal+ Kids depuis le 1er septembre 2023.

### Slogan
- « La chaîne qui réunit toute la famille ! » (2007-2021)
- « Ça fait grandir de rire » (2021)
- « Voit grand pour les petits » (Depuis 2022)[6]

### Capital
Canal+ Kids est éditée par Canal+ SA au capital de 100 000 000 euros détenu à 48,48 % par Canal+ France, à 6,17 % par Amber Master Fund, à 5,05 % par le groupe Pathé, à 4,92 % par le Crédit Suisse First Boston, à 4,32 % par Edmond de Rothschild, à 1,87 % par Richelieu Finance, à 1,08 % par la Caisse des dépôts et consignations, le reste étant flottant.

## Programmes
La chaîne diffuse ses programmes 24 h / 24. Canal+ Kids ne diffuse pas de publicité.
La programmation de Canal+ Kids est composée de dessins animés, de fictions, de documentaires, d'émissions et de formats courts, pour un public de 4 à 12 ans.

### Dessins animés

#### Programmes actuels
- Polo, l'explorateur de l'imaginaire
- Petit Poilu
- Molang
- Les Aventures de Paddington
- Kididoc
- Team Nuggets
- Zouk
- Mush-Mush et les Champotes
- Ariol
- Léo & Tig
- Odo
- Elinor veut tout savoir
- Tom-Tom et Nana
- La Vie en slip
- Ella, Oscar & Hoo
- Grosha & Mr. B
- Les P'tits Diables
- Kaeloo
- Moi, Elvis
- Sardine de l'espace
- Arthur et les enfants de la table ronde
- Runes
- Kitty chez les chats
- Les Crumpets
- Non-Non
- Mon chevalier et moi
- Dot.
- Barababor
- Météo Heroes
- Manger bouger dormir
- Les Croquemoutard
- Hello Kitty: Super Style!
- Dinocity
- Les Tuques
- Lisa & Kolos
- Comment ratatiner

#### Anciens programmes
- Oscar et Co
- Les Simpson
- Oggy et les Cafards
- Le Chat de Frankenstein
- Bapt et Gaël
- Color Rhapsodies
- Camp Marécage
- Copy Cut
- Calimero
- Super-Souris
- Gorg et Lala
- Betty Boop
- Gawayn
- Les Fous du volant (série 1968)
- GG, le Glossaire du Gamer
- Mister Magoo
- Tous en slip !
- Yogi l'ours
- Les Aventures de Tintin (saisons 1 à 7)
- The Dogfather
- La Petite Mort
- Casse-noisettes
- Garfield (saisons 1 à 7)
- Super Mario Bros.
- Les Dalton
- Les Pierrafeu
- Jamie a des tentacules
- The Fox and the Crow
- Animaniacs
- Droopy
- Georges et Junior
- Happy Harmonies
- Scary Larry
- Popeye
- Plankton Invasion
- La Panthère rose
- Pancho et Rancho
- Michel
- Dinky Duck
- Minus et Cortex
- Little Roquefort
- Hubert et Takako
- Les dessins animés de Walt Disney
- Roger Rabbit
- Zig et Sharko
- Les Jetson
- Les Kassos
- Color Classics
- Lascars
- Looney Tunes et Merrie Melodies
- Diego et Ziggy
- Wally Gator
- Les Fous du Kung-Fu
- Tom et Jerry
- Tom et Jerry Comédie Show
- Tom et Jerry Kids
- Bienvenue à Bric-à-Broc
- Andy Panda
- Woody Woodpecker
- Chilly Willy
- Trolls de Troy
- Miru Miru
- Zak et les insectibles
- Oddbods
- Cracké
- L'île aux monstres
- Tex Avery
- Le Monde fou de Tex Avery
- Raymond

## Diffusion
Canal+ Kids commence sa diffusion sur les Satellite de Canal et Canal+ Réunion, Canal+ Calédonie, Canal+ Caraïbes, via le Câble, l'ADSL ou la Fibre de SFR TV, Bouygues Telecom, Freebox TV ou La TV d'Orange, via son site internet et son application mobile MyCanal.
Elle est présente dans le bouquet Les chaînes Canal+.

### Suisse
En Suisse, Canal+ Kids est inclus dans le bouquet Les Chaînes Canal+ et La Totale.
| UPC Suisse | Netplus | Sunrise |
| ---------- | ------- | ------- |
| 54         | 103     | 303     |